# Gagrella cuprea
Gagrella cuprea is een hooiwagen uit de familie Sclerosomatidae.